# Beedeville (Arkansas)
Beedeville est un village situé dans l’État américain de l'Arkansas, dans le comté de Jackson.

## Démographie
| 1970 | 1980 | 1990 | 2000 | 2010 | - |
| ---- | ---- | ---- | ---- | ---- | - |
| 144  | 183  | 141  | 105  | 107  | - |